# Eugene De Rosa
Eugene De Rosa, Eugenio alla nascita (Calabria, 1894 – 1945 circa), è stato un architetto italiano naturalizzato statunitense.
Ha lavorato nella città di New York e si è specializzato nella progettazione di teatri.
L'attività di De Rosa fiorì dal 1918 al 1929 e raggiunse il suo apice durante i ruggenti anni Venti, ma fu in gran parte distrutta dalla Grande Depressione. Negli anni '30 trascorse alcuni anni a Londra e si stabilì per un periodo a Napoli. Verso la fine della seconda guerra mondiale tornò a New York e ricominciò a lavorare alla progettazione di nuovi teatri, poco prima della sua morte.

## Biografia
De Rosa nacque in Calabria nel 1894. Si trasferì negli Stati Uniti, con la sua famiglia quando ancora era bambino, arrivando a Ellis Island e stabilendosi a New York, dove vivevano nel 1898. De Rosa aveva quattro fratelli, Felix, Jerry, Vincent e John; e una sorella, Silvia. Anche suo fratello Felix divenne architetto.

## Carriera
Già nel 1918 De Rosa esercitava la professione di architetto, scegliendo subito di specializzarsi nella progettazione di teatri. Uno dei suoi primi progetti fu il Vanderbilt Theatre, New York (1918). Nel 1919 faceva parte di una società chiamata "De Rosa & Pereira", e quell'anno rappresentò diversi clienti in ricorsi contro le decisioni del sovrintendente agli edifici della città di New York.
Nel corso degli anni '20 De Rosa ottenne molte altre commissioni per nuovi teatri. La forza trainante durante la parte più prolifica della sua carriera, negli anni ruggenti, fu la crescita fenomenale della popolarità del cinema. I suoi primi lavori includevano i teatri Times Square (1920), Apollo on 42nd Street (1920) e Klaw (1921). Inoltre, un importante progetto su Hyatt Street a St. George, nel quartiere di Staten Island, prevedeva non solo un nuovo grande teatro ma anche negozi e uffici.
Gli affari di De Rosa furono gravemente colpiti dalla Grande Depressione degli anni '30, durante la quale colse l'opportunità di viaggiare all'estero. Trascorse alcuni anni a Londra, poi si stabilì per un po' a Napoli, dove viveva nel 1935.
De Rosa tornò a New York poco prima o durante la Seconda Guerra Mondiale. Dal 1944 lavorò a nuovi progetti architettonici di nuovi teatri. Tuttavia, la sua morte intorno al 1945 impedì la ripresa della sua carriera.

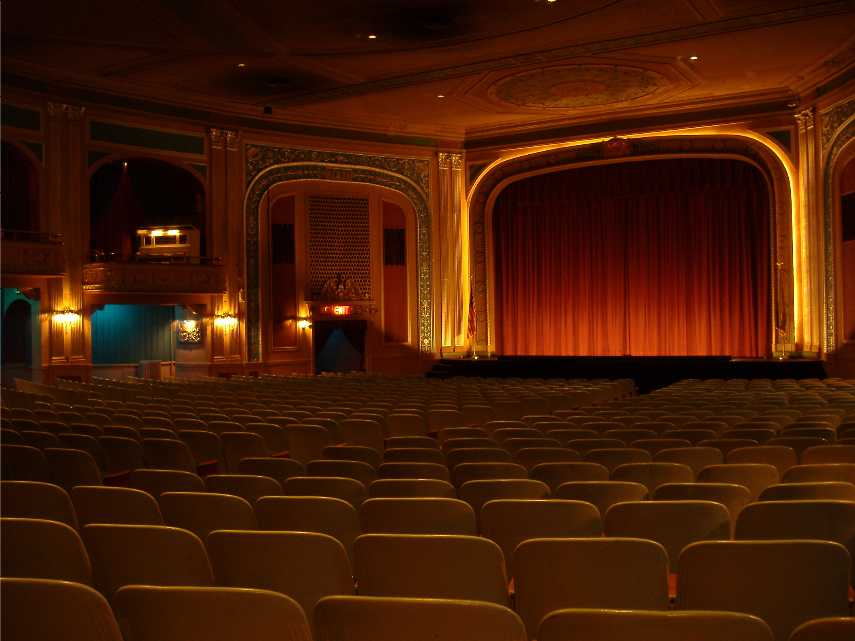
Interno del Lafayette Theatre nel 2005

Molti dei teatri di De Rosa esistono tuttora, tra cui il Lafayette Theatre, a Suffern (costruito nel 1924) da 1 000 posti, un edificio adamesco con una combinazione di influenze rinascimentali francesi e italiane decorato in stile Beaux Arts. Un progetto di ammodernamento del 1927 aggiunse sei caratteristici palchi d'opera e ulteriori posti a sedere sul balcone. A differenza di molti altri, il Lafayette è stato risparmiato dalla demolizione e continua ad essere utilizzato come cinema a schermo singolo.
Un altro suo progetto ancora esistente è il Broadway Theatre, costruito a New York nel 1924 e originariamente conosciuto come "BS Moss's Colony Theatre".
Il Gallo Opera House di New York City, costruito nel 1927 per Fortune Gallo, fu ribattezzato Gallo Theatre, poi Studio 52, e dal 1977 è conosciuto come Studio 54, una discoteca e un teatro.

### Elenco dei teatri
- 43rd Street Theatre, Sunnyside, Queens (1938), chiuso nel 1952[12]
- Apollo Theatre, 126 Clinton St, New York (1926), chiuso dopo il 1950, demolito
- Apollo Theatre, 42nd Street, New York (1920), demolito nel 1996)[5]
- Belmont Theatre, 48th Street, New York (1918), demolito nel 1951[13]
- Bijou Theatre, 193 Avenue B, New York (1926), ribattezzato Charles Theatre (1950), chiuso nel 1972, è ora una chiesa[14]
- Broadway Theatre, New York (1924, ancora in uso)[9][10]
- BS Moss Cameo Theatre, 42nd Street (1921), demolito[15][16]
- Cameo Theatre, 138 West 42nd, New York (1921), ribattezzato Bryant (1938), degli anni '70 divenne un cinema per adulti, chiuso nel 1983[14]
- Capitol Theatre, Jamaica, Queens (1926), ribattezzato Cort Jamaica Theatre (1928), Werba's nel 1929, e successivamente chiamato Carlton Theatre (1930), che chiuse nel 1958 e fu demolito nel 2002 (ora sede del PS268).[17]
- Central Theatre, Jersey City (1920; chiuso negli anni '60 e ora defunto)[18][19]
- Coliseum Theatre (Washington Heights), 4260 Broadway, New York (1920)[20]
- Corona Theatre, Corona, Queens (1927), chiuso nel 1956[12]
- Criterion Theatre, New York, riprogettazione del 1935[21]
- Teatro dell'Ambasciata, 1560 Broadway, New York, (1925)[22]
- Gallo Opera House, New York (1927), successivamente ribattezzato Studio 54[11]
- Gem Theatre, Far Rockaway, Queens (1933), successivamente ribattezzato PIX (anni '50), chiuso negli anni '70[12][23]
- Inwood Theatre, 132 Dyckman New York (1927), chiuso dopo il 1955[24][14]
- Il Kenmore Theatre, Brooklyn, New York (1928–1999), era un teatro prima di essere trasformato in un cinema[25]
- Kent Theatre, Bronx, New York, (metà degli anni '30), venduto nel 1991[26]
- Klaw Theatre, 251–257 West 45th Street, New York (1921)[5] nel 1929 ribattezzata Avon; demolito nel 1954[27]
- Lafayette Theatre, Suffern, New York (1924, ancora in uso)[8]
- Lincoln Theatre, Trenton, New Jersey[7]
- Loew's Yonkers, Yonkers, New York (1928), successivamente ribattezzato Brandt's Yonkers, demolito nel 1975[28]
- Missouri Theatre, St. Louis, Missouri[7]
- Nuovo Apollo Theatre, quartiere dei teatri yiddish, Manhattan (1925), demolito[29]
- New Cataract Theatre, Cascate del Niagara[7]
- New York Theatre, 1480 Broadway, New York (1939), ribattezzato Globe (anni '50), Rialto East (1976), Line 42 (1981), Line 1&2 (1983), Big Apple 1&2 (1984)[14]
- Norworth Theatre, 121-3 West 48th Street (1918), ribattezzato Theatre Parisien (1919), Belmont (1920), demolito nel 1952[14]
- Open Air Theatre, Far Rockaway, Queens (1919)[12]
- Palestine Theatre, Yiddish Theatre District, Manhattan (1925), ribattezzato Winston (1968), demolito nel 1972[29]
- Park Lane Theatre, 1726 1st Avenue, New York (1927), chiuso nel 1952[14]
- Republic Theatre, Brooklyn, New York (1921), ribattezzato RKO Republic Theatre nel 1937[25]
- Ruby Theatre, 107 Rivington Street, Yiddish Theatre District, Manhattan (1925), chiuso nel 1940, demolito[29][14]
- Shubert Jamaica Theatre, Giamaica, Queens (1929), chiuso nel 1983[12]
- Stadium Theatre, 2176 3rd Avenue, New York (1921), ribattezzato Sun (1941), chiuso nel 1945[14]
- State Theatre, South Street, Middletown, New York (1921)[30]
- St. George Theatre, St. George, Staten Island (1928-1929, ancora in uso)[31]
- Terminal Theatre, Brooklyn, New York (1925), chiuso negli anni '60[25]
- Terrace Theatre, 361 West 23rd, New York (1937) demolito[14]
- Tilyou Theatre, Surf Avenue, Brooklyn, New York (1926), chiuso nel 1968, demolito nel 1973[32]
- Times Square Theatre, New York (1920; ancora in piedi, ma non in uso)[5]
- Trans-Luxe Broadway Theatre, 1603 Broadway, New York (1937), ribattezzato Bryan West (1974), Embassy 49 (1976), Pussycat Cinema (1977) e Grand Pussycat (1985), demolito nel 1986[14][33]
- Uptown Theatre, 4037 Broadway, New York (1926), trasformato in supermercato nel 1955[14]
- Vanderbilt Theatre, New York (1918; demolito nel 1954)[3]